# Isbelia León
 (décembre 2023).
Si vous disposez d'ouvrages ou d'articles de référence ou si vous connaissez des sites web de qualité traitant du thème abordé ici, merci de compléter l'article en donnant les références utiles à sa vérifiabilité et en les liant à la section « Notes et références ».
Isbelia León est une personnalité politique du Venezuela sous la bannière du groupe Institución, Fuerza y Paz (IFP).
Elle est la première femme présentée dans le cadre de ce parti et de ces élections, le 18 août ; le parti est issu de l'union d'un groupe de catholique voulant remédier aux divisions du pays, et voulant promouvoir la sécurité dans le pays. Sa candidature mettait en avant les valeurs issues du « message de Jésus-Christ » : paix, foi, amour, justice et liberté.
Elle est candidate à l'élection présidentielle vénézuélienne de 2006, mais atteint environ 0,05 % des voix.